# Pseudodinia tuberculata
Pseudodinia tuberculata är en tvåvingeart som beskrevs av Barber 1985. Pseudodinia tuberculata ingår i släktet Pseudodinia och familjen markflugor. Inga underarter finns listade i Catalogue of Life.